# Onze-Lieve-Vrouw van Goede Bijstandkapel (Erps-Kwerps)

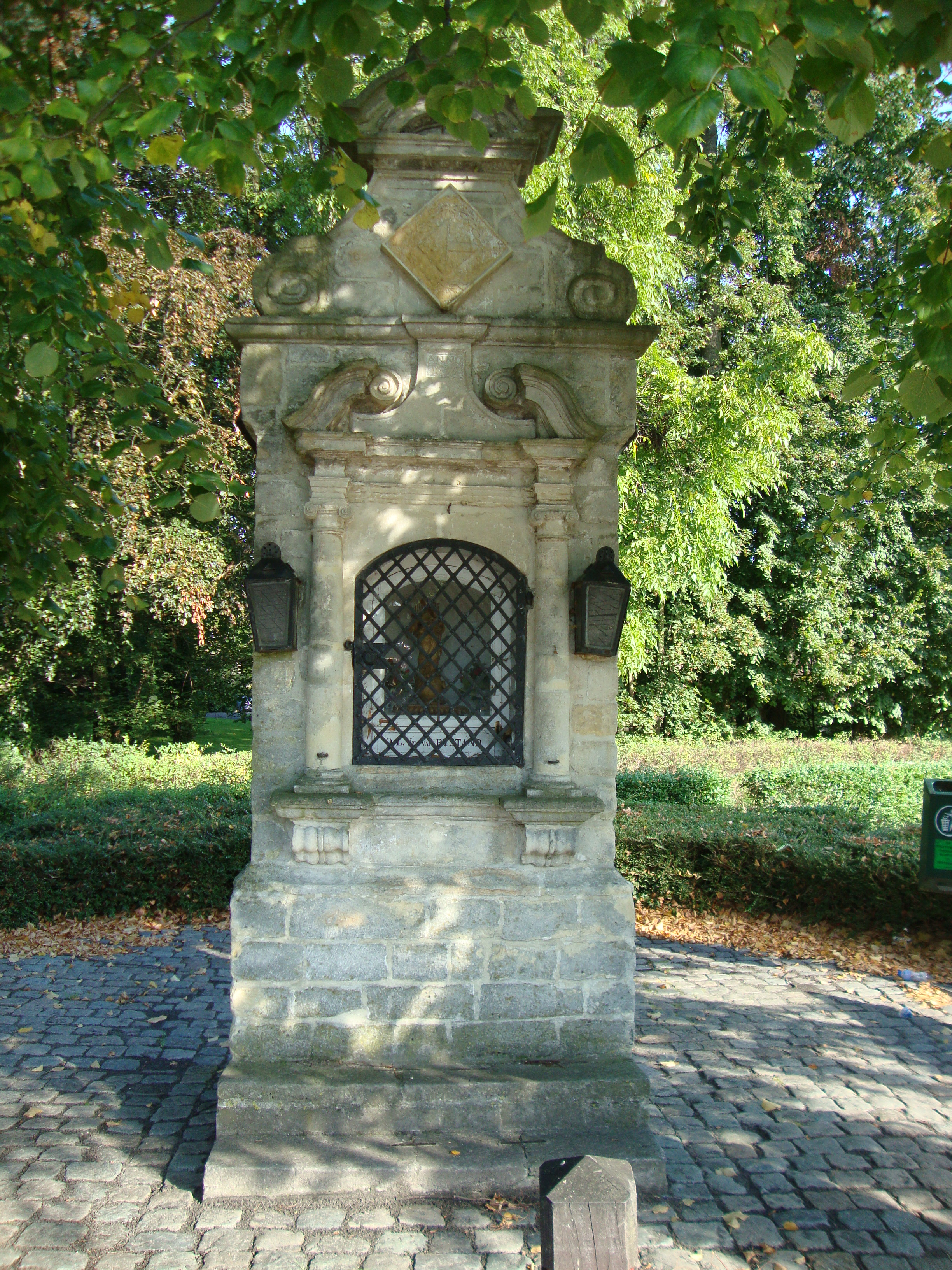
Onze-Lieve-Vrouw-van-Goede-Bijstandkapel

De Onze-Lieve-Vrouw-van-Goede-Bijstandkapel is een kapel in de tot de Vlaams-Brabantse gemeente Kortenberg behorende plaats Erps, gelegen aan de Oudebaan.
De kapel ligt vlak bij het kasteel Hof ter Brugge. Het betreft een pijlerkapel, in 1655 opgetrokken in zandsteen. De kapel is uitgevoerd met fraaie barokornamenten. Ook het wapenschild van de familie de Plaines, de kasteelheren, is afgebeeld.